# 公牛长腿蟹
公牛长腿蟹（学名：Naxioides taurus）为蜘蛛蟹科长腿蟹属的动物。分布于日本、马达班湾、安达曼海、德拿特岛以及中国大陆的沿海等地，生活环境为海水，多生活于水深30-50米处的泥沙海底。